# Mark Heap
Mark Heap (* 13. Mai 1957 in Kodaikanal, Indien) ist ein britischer Schauspieler. Er ist vor allem bekannt für seine Rollen in diversen Comedyserien auf den Sendern der BBC und Channel 4.

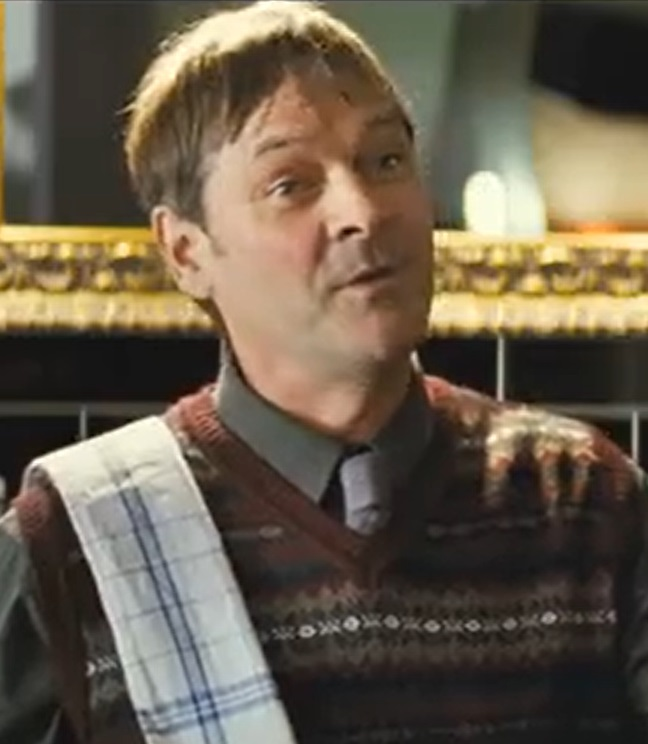
Mark Heap 2013

## Leben
Als Sohn eines britischen Vaters und einer amerikanischen Mutter wurde Heap 1957 in Indien geboren. In den 1980er Jahren in England war er Teil des Straßentheater-Duos The Two Marks, das für sein komödiantisches Jonglierprogramm mit dem Time Out 1987 Street Entertainer of the year award ausgezeichnet wurde. 1983 stand er wohl erstmals mit seiner Theatertruppe zusammen im Film Martin Luther, Heretic vor der Kamera.
1994 begann Heap seine eigentliche Arbeit in Radio und Fernsehen. Er war von 1997 bis 1999 Sprecher in der Comedy-Sendung Blue Jam auf BBC Radio 1 und übernahm auch in dessen Fernsehversion Jam im Jahr 2000 mehrere Rollen. In der Zeichentrickserie Eric im Stress sprach er ab 1998 die Hauptrolle. Im selben Jahr begann er mit Simon Pegg und Kevin Eldon die Arbeit an der Sketch-Comedy Big Train, für die er auch als Autor tätig war. Eine zweite Staffel wurde im Jahr 2002 produziert. In regelmäßigen Nebenrollen war Heap zudem in den Serien Spaced, Brass Eye und Happiness zu sehen.
Seit 2002 ist Heap auch regelmäßig in britischen Kinoproduktionen wie About a Boy oder: Der Tag der toten Ente und Charlie und die Schokoladenfabrik zu sehen, außerdem spielte er von 2004 bis 2006 in der Krankenhaus-Comedy Green Wing die Rolle des Dr. Alan Statham. Ab 2008 war er als Thomas Brown in der historischen Drama-Serie Lark Rise to Candlefold zu sehen, die auf der gleichnamigen Autobiografie der Autorin Flora Thompson basiert.

## Filmografie

### Filme
- 1997: Bringt mir den Skalp von Mavis Davis (Bring Me the Head of Mavis Davis)
- 2002: About a Boy oder: Der Tag der toten Ente (About a Boy)
- 2004: The Calcium Kid
- 2005: Charlie und die Schokoladenfabrik (Charlie and the Chocolate Factory)
- 2005: Animal – Gewalt hat einen Namen (Animal)
- 2006: Confetti – Heirate lieber ungewöhnlich (Confetti)
- 2006: Scoop – Der Knüller (Scoop)
- 2007: Der Sternwanderer (Stardust)
- 2011: Holy Flying Circus
- 2013: StreetDance Kids (All Stars)
- 2022: The House (Stimme)
- 2022: The School for Good and Evil#
- 2022: Weihnachten bei dir oder bei mir? (Your Christmas or Mine?)

### Fernsehserien
- 1997: Brass Eye
- 1998: Eric im Stress (Stressed Eric)
- 1998: Big Train
- 1999: Spaced
- 2000: Jam
- 2001: Happiness
- 2004–2007: Green Wing
- 2007: Agatha Christie’s Marple (1 Folge)
- 2008–2011: Lark Rise to Candleford
- 2011–2020: Friday Night Dinner
- 2013: Inspector Barnaby (Midsomer Murders, 1 Folge)
- 2014: Death in Paradise (1 Folge)
- 2016: Der junge Inspektor Morse (Endeavour, 1 Folge)
- 2024: Die frei erfundenen Abenteuer von Dick Turpin